# Legione dei Super-Eroi (1994)
La versione del 1994 della Legione dei Super-Eroi è la versione alternativa della Legione dei Super-Eroi, un gruppo di supereroi del 31º secolo dell'immaginario universo narrativo della DC Comics. La squadra originaria è la versione del 1958; esiste una seconda versione alternativa ideata nel 2004. Questa versione esordì nella serie Legion of Super-Heroes (vol. 4) n. 0 (ottobre 1994) e fu ideata dagli autori Mark Waid, Tom McCraw e Stuart Immonen.

## Storia editoriale
Dopo gli eventi narrati in Ora zero - Crisi nel tempo, venne creata una nuova continuity per il gruppo, in Legion of Super-Heroes (vol. 4) n. 0 e continuata nella serie spin-off Legionnaires n. 0 (entrambi pubblicate nell'ottobre 1994). Il personaggio Lightning Lad fu rinominato Live Wire e, dopo la fondazione del gruppo, un enorme numero di personaggi furono aggiunti al gruppo e a molti membri della versione precedente furono dati nuovi nomi e furono aggiunti nuovi membri come XS (la nipote di Barry Allen, il secondo Flash), Kinetix e Gates. La nuova continuity divergeva da quella precedente in quanto alcuni personaggi morirono e altri e alcuni passarono del tempo nel XX secolo dove reclutarono Ferro; la Legione poi si guadagnò il rispetto dei Pianeti Uniti, cosa che avvenne dopo aver difeso con successo la Terra dal White Triangle daxamita e smascherando il Presidente Chu dei Pianeti Uniti come il capo dietro la guerra tra Braal e Titano, la truffa del Mangiatore di Soli, la formazione dei Fatal Five e del lavaggio del cervello al futuro membro della Legione, Jan Arrah.
I nuovi autori Dan Abnett e Andy Lanning col disegnatore Olivier Coipel produssero una storia che portò al collasso dei Pianeti Uniti e della Legione; un gruppo di Legionari scomparve nello spazio e le due serie a fumetti del gruppo vennero concluse.
La serie limitata Legion Lost (2000-2001) narrò il difficile viaggio di questi membri per tornare a casa, mentre la serie limitata seguente Legion Worlds (2001) mostrò cosa accadde sui Pianeti Uniti durante la loro assenza. Fu poi lanciata una nuova serie, The Legion (2001-2004), in cui la Legione si riunì ed ebbe una nuova base e un nuovo obiettivo. L'aggiunta più considerevole alla squadra durante la pubblicazione della serie fu il Superboy post-"Crisi", un clone di Superman e Lex Luthor del XXI secolo, a cui fu concessa l'adesione onoraria alla Legione.
A seguito degli eventi narrati nella saga Ora Zero, il gruppo ricomparve nella serie limitata del 2008-2009 Crisi finale: la Legione dei 3 mondi, scritta da Geoff Johns e illustrata da George Pérez. La miniserie vide la Legione post-Ora Zero allearsi con Superman e le altre due incarnazioni della Legione per combattere contro la nuova incarnazione della Legione dei Supercriminali, guidata da Superboy-Prime e contro Time Trapper.
Alla fine della miniserie la Terra 247 e il suo intero universo furono distrutti durante gli eventi di Crisi infinita. Il gruppo post-Ora Zero, sotto la guida di Shikari Lonestar, prese il nome di Wanderers e decise di viaggiare nel Multiverso per cercare i sopravvissuti dei vari universi alternativi che erano stati distrutti.